# Wereldkampioenschappen zwemmen 2001
Fukuoka was gastheer van de negende editie van de Wereldkampioenschappen zwemmen langebaan (50 meter). Het toernooi werd gehouden in een mobiel bassin in het Marine Messe-complex, en duurde van zondag 22 juli tot en met zondag 29 juli 2001.
Nederland was in de Japanse havenstad vertegenwoordigd door een veertien zwemmers (zeven mannen, zeven vrouwen) sterke ploeg, die in totaal zeven medailles won en elf finaleplaatsen afdwong. Grootste blikvanger was Inge de Bruijn, die drie gouden medailles mee naar huis nam.

## Uitslagen

### Zondag 22 juli 2001

#### 400 mwisselslagvrouwen
1. Jana Klotsjkova (Oekraïne) 4.36,98
2. Martha Bowen (Verenigde Staten) 4.39,06
3. Beatrice Căslaru (Roemenië) 4.39,33
4. Hui Qi (China) 4.41,64
5. Kaitlin Sandeno (Verenigde Staten) 4.43,13
6. Nicole Hetzer (Duitsland) 4.44,77
7. Tomoko Hagiwara (Japan) 4.48,47

Ayane Sato (Japan) gediskwalificeerd

#### 400 mvrije slagmannen
1. Ian Thorpe (Australië) 3.40,17 (Wereldrecord)
2. Grant Hackett (Australië) 3.42,51
3. Emiliano Brembilla (Italië) 3.45,11
4. Massimiliano Rosolino (Italië) 3.45,41
5. Chad Carvin (Verenigde Staten) 3.50,11
6. Dragos Coman (Roemenië) 3.50,13
7. Spyridon Gianniotis (Griekenland) 3.52,09
8. Shunichi Fujita (Japan) 3.52,11

#### 4x100 mvrije slagmannen
1. Australië 3.14,10
  1. Michael Klim 49,12
  2. Ashley Callus 48,31
  3. Todd Pearson 48,80
  4. Ian Thorpe 47,87
2. Nederland 3.14,56
  1. Mark Veens 49,80
  2. Johan Kenkhuis 48,56
  3. Klaas-Erik Zwering 49,18
  4. Pieter van den Hoogenband 47,02
3. Duitsland 3.17,52
  1. Stefan Herbst 50,54
  2. Torsten Spanneberg 48,86
  3. Conrad 49,08
  4. Sven Lodziewski 49,04
4. Zweden 3.18,00
  1. Mattias Ohlin 50,70
  2. Lars Frölander 48,31
  3. Stefan Nystrand 48,79
  4. La Fleur 50,20
5. Italië 3.19,37
  1. Lorenzo Vismara 50,49
  2. Matteo Pelliciari 49,54
  3. Klaus Lanzarini 50,06
  4. Cercato 49,28
6. Rusland 3.21,63
  1. Maxim Korshunov 50,92
  2. Khoklov 50,38
  3. Talepov 50,16
  4. Chernyshev 50,17

Verenigde Staten gediskwalificeerd
1. Scott Tucker 49,67
2. Anthony Ervin 48,40
3. Greg Busse 48,61
4. Jason Lezak 48,61

Brazilië gediskwalificeerd
1. Gustavo Borges 50,14
2. Edvaldo Valério 49,17
3. Rodrigo Castro 49,78
4. Carlos Jayme 50,23

### Maandag 23 juli 2001

#### 50 mvrije slagmannen
1. Anthony Ervin (Verenigde Staten) 22,09
2. Pieter van den Hoogenband (Nederland) 22,16
3. Tomohiro Yamanoi (Japan) 22,18
4. Roland Mark Schoeman (Zuid-Afrika) 22,18
5. Brett Hawke (Australië) 22,39
6. Vyacheslav Shyrshov (Oekraïne) 22,42
7. Stefan Nystrand (Zweden) 22,44
8. Mark Foster (Groot-Brittannië) 22,44

#### 200 mvlinderslagvrouwen
1. Petria Thomas (Australië) 2.06,73
2. Annika Melhorn (Duitsland) 2.06,97 (Europees record)
3. Kaitlin Sandeno (Verenigde Staten) 2.08,52
4. Yuko Nakanishi (Japan) 2.09,08
5. Mette Jacobsen (Denemarken) 2.09,57
6. Eva Risztov (Hongarije) 2.10,11
7. Mireia Garcia (Spanje) 2.10,42
8. Shelly Ripple (Verenigde Staten) 2.11,09

#### 100 mrugslagmannen
1. Matt Welsh (Australië) 54,31
2. Örn Arnarson (IJsland) 54,75
3. Stefan Driesen (Duitsland) 54,91
4. Randall Bal (Verenigde Staten) 54,97
5. Markus Rogan (Oostenrijk) 55,23
6. Peter Horváth (Hongarije) 55,43
7. Gordan Kožulj (Kroatië) 55,60
8. Josh Watson (Australië) 55,98

#### 100 mschoolslagvrouwen
1. Luo Xuejuan (China) 1.07,18
2. Leisel Jones (Australië) 1.07,96
3. Ágnes Kovács (Hongarije) 1.08,50
4. Sarah Poewe (Zuid-Afrika) 1.08,52
5. Megan Quann (Verenigde Staten) 1.08,80
6. Kristy Kowal (Verenigde Staten) 1.08,92
7. Mirna Jukic (Oostenrijk) 1.09,48
8. Rhiannon Leier (Canada) 1.09,90

#### 800 mvrije slagvrouwen
1. Hannah Stockbauer (Duitsland) 8.24,66
2. Diana Munz (Verenigde Staten) 8.28,84
3. Kaitlin Sandeno (Verenigde Staten) 8.31,45
4. Chen Hua (China) 8.31,66
5. Flavia Rigamonti (Zwitserland) 8.33,79
6. Rebecca Cooke (Groot-Brittannië) 8.36,67
7. Jana Pechanova (Tsjechië) 8.39,32
8. Sachiko Yamada (Japan) 8.45,05

#### 4x100 mvrije slagvrouwen
1. Duitsland 3.39,58 (Wereldrecord)
  1. Petra Dallmann 55,33
  2. Antje Buschschulte 55,13
  3. Katrin Meißner 54,07
  4. Sandra Völker 55,05
2. Verenigde Staten 3.40,80
  1. Colleen Lanne 56,15
  2. Erin Phenix 54,68
  3. Maritza Correia 54,94
  4. Courtney Shealy 55,03
3. Groot-Brittannië 3.40,80
  1. Alison Sheppard 56,15
  2. Melanie Marshall 55,22
  3. Brett 54,76
  4. Karen Pickering 54,67
4. Zweden 3.41,18
  1. Josefin Lillhage 56,19
  2. Johanna Sjöberg 54,79
  3. Therese Alshammar 54,58
  4. Anna-Karin Kammerling 55,62
5. China 3.41,32
  1. Yu 55,89
  2. Xue 55,77
  3. Yingwen 55,31
  4. Yanwei 54,35
6. Australië 3.42,01
  1. Sarah Ryan 55,22
  2. Petria Thomas 55,68
  3. Munz 55,57
  4. Rooney 55,54
7. Japan 3.43,07
  1. Tomoko Nagai 56,00
  2. Mita 55,83
  3. Sumika Minamoto 55,04
  4. Eri Yamanoi 56,20
8. Italië 3.44,67
  1. Luisa Striani 56,64
  2. Cristina Chiuso 56,11
  3. Sara Parise 56,06
  4. Cecilia Vianini 55,86

### Dinsdag 24 juli 2001

#### 100 mschoolslagmannen
1. Roman Sloednov (Rusland) 1.00,16
2. Domenico Fioravanti (Italië) 1.00,47
3. Ed Moses (Verenigde Staten) 1.00,61
4. Kosuke Kitajima (Japan) 1.00,67
5. Morgan Knabe (Canada) 1.01,27
6. Oleg Lisogor (Oekraïne) 1.01,51
7. Darren Mew (Groot-Brittannië) 1.01,92
8. Hugues Duboscq (Frankrijk) 1.01,94

#### 800 mvrije slagmannen
1. Ian Thorpe (Australië) 7.39,16 (Wereldrecord)
2. Grant Hackett (Australië) 7.40,34
3. Graeme Smith (Groot-Brittannië) 7.51,12
4. Chris Thompson (Verenigde Staten) 7.53,95
5. Alexei Filipets (Rusland) 7.56,30
6. Andrea Righi (Italië) 7.57,69
7. Heiko Hell (Duitsland) 7.59,47
8. Shunichi Fujita (Japan) 7.59,57

#### 50 mrugslagvrouwen
1. Haley Cope (Verenigde Staten) 28,51
2. Antje Buschschulte (Duitsland) 28,53
3. Natalie Coughlin (Verenigde Staten) 28,54
4. Sandra Völker (Duitsland) 28,62
5. Diana Mocanu (Roemenië) 28,86
6. Nina Zjivanevskaja (Spanje) 28,90
7. Hinkelien Schreuder (Nederland) 28,99
8. Dyana Calub (Australië) 29,82

#### 200 mvlinderslagmannen
1. Michael Phelps (Verenigde Staten) 1.54,58 (Wereldrecord)
2. Tom Malchow (Verenigde Staten) 1.55,28
3. Anatoly Poliakov (Rusland) 1.55,68
4. Franck Esposito (Frankrijk) 1.55,71
5. Takashi Yamamoto (Japan) 1.55,84
6. Denys Sylantjev (Oekraïne) 1.56,71
7. Justin Norris (Australië) 1.57,18
8. Andrew Livingston (Porto Rico) 1.58,68

### Woensdag 25 juli 2001

#### 100 mvrije slagvrouwen
1. Inge de Bruijn (Nederland) 54,18
2. Katrin Meißner (Duitsland) 55,07
3. Sandra Völker (Duitsland) 55,11
4. Martina Moravcová (Slowakije) 55,12
5. Elena Poptchenko (Wit-Rusland) 55,19
6. Xu Yanwei (China) 55,38
7. Johanna Sjöberg (Zweden) 55,42
8. Sarah Ryan (Australië) 55,53

#### 200 mvrije slagmannen
1. Ian Thorpe (Australië) 1.44,06 (Wereldrecord)
2. Pieter van den Hoogenband (Nederland) 1.45,81
3. Klete Keller (Verenigde Staten) 1.47,10
4. Emiliano Brembilla (Italië) 1.47,58
5. William Kirby (Australië) 1.48,13
6. Jacob Carstensen (Denemarken) 1.48,86
7. Mark Johnston (Canada) 1.49,39
8. Scott Goldblatt (Verenigde Staten) 1.49,54

#### 50 mrugslagmannen
1. Randall Bal (Verenigde Staten) 25,34
2. Thomas Rupprath (Duitsland) 25,44
3. Matt Welsh (Australië) 25,94
4. Stev Theloke (Duitsland) 25,69
5. Mariusz Siembida (Polen) 25,82
6. Riley Janes (Canada) 25,98
7. Josh Watson (Australië) 26,05
8. Vyacheslav Shyrshov (Oekraïne) 26,69

#### 200 mschoolslagvrouwen
1. Ágnes Kovács (Hongarije) 2.24,90
2. Qi Hui (China) 2.25,09
3. Luo Xuejuan (China) 2.25,29
4. Leisel Jones (Australië) 2.25,46
5. Kristy Kowal (Verenigde Staten) 2.25,84
6. Beatrice Căslaru (Roemenië) 2.25,92
7. Olga Bakaldina (Rusland) 2.26,83
8. Mirna Jukic (Oostenrijk) 2.27,96

#### 4x200 mvrije slagvrouwen
1. Groot-Brittannië 7.58,69
  1. Nicola Jackson 2.00,05
  2. Janine Belton 2.00,64
  3. Karen Legg 1.58,95
  4. Karen Pickering 1.59,05
2. Duitsland 8.01,35
  1. Silvia Szalai 2.00,39
  2. Harstick 1.59,48
  3. Hannah Stockbauer 1.59,06
  4. Meike Freitag 2.02,42
3. Japan 8.02,97
  1. Mita 2.00,38
  2. Tomoko Hagiwara 1.59,25
  3. Tomoko Nagai 2.00,98
  4. Eri Yamanoi 2.02,36
4. Canada 8.06,42
  1. Marianne Limpert 2.01,13
  2. Jessica Deglau 2.00,65
  3. Sophie Simard 2.02,47
  4. Nicholls 2.02,17
5. Spanje 8.06,55
  1. Roca 2.01,77
  2. Tatiana Rouba 2.01,75
  3. Lidia Elizalde 2.01,91
  4. Paula Carballido 2.01,12
6. Italië 8.08,56
  1. Vianini 2.01,59
  2. Cristina Chiuso 2.02,27
  3. Parise 2.01,76
  4. Striani 2.02,94

Australië gediskwalificeerd
1. Elka Graham 1.58,54
2. Linda Mackenzie 2.00,15
3. Petria Thomas 1.59,15
4. Giaan Rooney 1.58,16

Verenigde Staten gediskwalificeerd
1. Coughlin 1.59,89
2. Cristina Teuscher 1.58,59
3. Julie Hardt 1.59,70
4. Diana Munz 1.58,35

### Donderdag 26 juli 2001

#### 50 mvlinderslagvrouwen
1. Inge de Bruijn (Nederland) 25,90
2. Therese Alshammar (Zweden) 26,18
3. Anna-Karin Kammerling (Zweden) 26,45
4. Natalie Coughlin (Verenigde Staten) 26,70
5. Petria Thomas (Australië) 26,91
6. Otylia Jędrzejczak (Polen) 27,02
7. Karen Egdal (Denemarken) 27,03
8. Ruan Yi (China) 27,19

#### 100 mvlinderslagmannen
1. Lars Frölander (Zweden) 52,10
2. Ian Crocker (Verenigde Staten) 52,25
3. Geoff Huegill (Australië) 52,36
4. Takashi Yamamoto (Japan) 52,56
5. Vladislav Kulikov (Rusland) 52,69
6. Mike Mintenko (Canada) 52,82
7. Michael Klim (Australië) 52,91
8. Franck Esposito (Frankrijk) 53,33

#### 200 mschoolslagmannen
1. Brendan Hansen (Verenigde Staten) 2.10,69
2. Maxim Podoprigora (Oostenrijk) 2.11,09
3. Kosuke Kitajima (Japan) 2.11,21
4. Domenico Fioravanti (Italië) 2.11,31
5. Ed Moses (Verenigde Staten) 2.11,38
6. Regan Harrison (Australië) 2.11,51
7. Davide Rummolo (Italië) 2.12,89
8. Daniel Malek (Tsjechië) 2.13,19

#### 200 mrugslagvrouwen
1. Diana Mocanu (Roemenië) 2.09,94
2. Stanislava Komarova (Rusland) 2.10,43
3. Joanna Fargus (Groot-Brittannië) 2.11,05
4. Jennifer Fratesi (Canada) 2.11,16
5. Antje Buschschulte (Duitsland) 2.11,47
6. Clementine Stoney (Australië) 2.11,58
7. Nicole Hetzer (Duitsland) 2.11,68
8. Aya Terakawa (Japan) 2.14,12

#### 200 mwisselslagmannen
1. Massimiliano Rosolino (Italië) 1.59,71
2. Tom Wilkens (Verenigde Staten) 2.00,73
3. Justin Norris (Australië) 2.00,91
4. George Bovell (Trinidad & Tobago) 2.01,50
5. Takahiro Mori (Japan) 2.01,54
6. Jiro Miki (Japan) 2.01,54
7. Alessio Boggiatto (Italië) 2.01,76
8. Curtis Myden (Canada) 2.02,42

### Vrijdag 27 juli 2001

#### 100 mvrije slagmannen
1. Anthony Ervin (Verenigde Staten) 48,33
2. Pieter van den Hoogenband (Nederland) 48,43
3. Lars Frölander (Zweden) 48,79
4. Ian Thorpe (Australië) 48,81
5. Attila Zubor (Hongarije) 49,13
6. Torsten Spanneberg (Duitsland) 49,35
7. Ashley Callus (Australië) 49,39
8. Jason Lezak (Verenigde Staten) 49,51

#### 200 mrugslagmannen
1. Aaron Peirsol (Verenigde Staten) 1.57,13
2. Markus Rogan (Oostenrijk) 1.58,07
3. Örn Arnarson (IJsland) 1.58,37
4. Matt Welsh (Australië) 1.58,80
5. Gordan Kožulj (Kroatië) 1.59,23
6. Viktor Bodrogi (Hongarije) 1.59,74
7. Emanuele Merisi (Italië) 1.59,83
8. Yoav Gath (Israël) 2.00,09

#### 50 mschoolslagvrouwen
1. Luo Xuejuan (China) 30,84
2. Kristy Kowal (Verenigde Staten) 31,37
3. Zoë Baker (Groot-Brittannië) 31,40
4. Megan Quann (Verenigde Staten) 31,55
5. Brooke Hanson (Australië) 31,87
6. Roberta Crescentini (Italië) 32,96
7. Sarah Poewe (Zuid-Afrika) 32,03
8. Ágnes Kovács (Hongarije) 32,05

#### 200 mvrije slagvrouwen
1. Giaan Rooney (Australië) 1.58,57
2. Yang Yu (China) 1.58,78
3. Camelia Potec (Roemenië) 1.58,85
4. Claudia Poll (Costa Rica) 1.58,92
5. Martina Moravcová (Slowakije) 1.59,29
6. Nicola Jackson (Groot-Brittannië) 1.59,44
7. Mette Jacobsen (Denemarken) 1.59,64
8. Elka Graham (Australië) 1.59,70

#### 200 mwisselslagvrouwen
1. Maggie Bowen (Verenigde Staten) 2.11,93
2. Jana Klotsjkova (Oekraïne) 2.12,30
3. Qi Hui (China) 2.12,46
4. Oxana Verevka (Rusland) 2.13,62
5. Beatrice Căslaru (Roemenië) 2.13,78
6. Cristina Teuscher (Verenigde Staten) 2.14,82
7. Tomoko Hagiwara (Japan) 2.14,93
8. Annika Melhorn (Duitsland) 2.15,15

#### 4x200 mvrije slagmannen
1. Australië 7.04,66 (Wereldrecord)
  1. Grant Hackett 1.46,11
  2. Michael Klim 1.46,49
  3. William Kirby 1.48,92
  4. Ian Thorpe 1.44,14
2. Italië 7.10,86 (Europees record)
  1. Emiliano Brembilla 1.48,19
  2. Pelliciari 1.48,02
  3. Beccari 1.47,97
  4. Massimiliano Rosolino 1.46,68
3. Verenigde Staten 7.13,69
  1. Scott Goldblatt 1.49,00
  2. Nate Dusing 1.48,78
  3. Chad Carvin 1.48,41
  4. Klete Keller 1.47,50
4. Groot-Brittannië 7.15,60
  1. Edward Simclair 1.49,95
  2. Paul Palmer 1.47,14
  3. Marc Spackman 1.49,55
  4. James Salter 1.48,96
5. Duitsland 7.17,29
  1. Johannes Osterling 1.50,29
  2. Stefan Herbst 1.48,87
  3. Stefan Pohl 1.49,07
  4. Lars Conrad 1.49,06
6. Canada 7.17,80
  1. Johnston 1.50,12
  2. Rick Say 1.49,00
  3. Brian Johns 1.49,42
  4. Mike Mintenko 1.49,26
7. Japan 7.20,60
  1. Hara 1.50,90
  2. Hosokawa 1.49,32
  3. Yoshihiro Okumura 1.49,87
  4. Shunichi Fujita 1.50,51
8. Rusland 7.22,44
  1. Ganzey 1.50,24
  2. Dimitri Chernyshev 1.49,04
  3. Anatoli Poliakov 1.50,83
  4. Maxim Korshunov 1.52,33

### Zaterdag 28 juli 2001

#### 100 mrugslagvrouwen
1. Natalie Coughlin (Verenigde Staten) 1.00,37
2. Diana Mocanu (Roemenië) 1.00,68
3. Antje Buschschulte (Duitsland) 1.01,42
4. Nina Zjivanevskaja (Spanje) 1.01,75
5. Mai Nakamura (Japan) 1.01,80
6. Sarah Price (Groot-Brittannië) 1.01,82
7. Hanae Ito (Japan) 1.02,40
8. Ilona Hlavackova (Tsjechië) 1.02,60

#### 100 mvlinderslagvrouwen
1. Petria Thomas (Australië) 58,27
2. Otylia Jędrzejczak (Polen) 58,72
3. Junko Onishi (Japan) 58,88
4. Mary Descenza (Verenigde Staten) 59,30
5. Johanna Sjöberg (Zweden) 59,43
6. Shelly Ripple (Verenigde Staten) 59,67
7. Vered Borochovski (Israël) 59,67
8. Natalia Sutiagina (Rusland) 1.00,00

#### 50 mvlinderslagmannen
1. Geoff Huegill (Australië) 23,50
2. Lars Frölander (Zweden) 23,57 (Europees record)
3. Mark Foster (Groot-Brittannië) 23,62
4. Roland Mark Schoeman (Zuid-Afrika) 23,76
5. Ian Crocker (Verenigde Staten) 23,85
6. Ewout Holst (Nederland) 23,99
7. Tero Valimää (Finland) 24,10
8. Thomas Rupprath (Duitsland) 24,16

#### 1500 mvrije slagvrouwen
1. Hannah Stockbauer (Duitsland) 16.01,02 (Europees record)
2. Flavia Rigamonti (Zwitserland) 16.05,99
3. Diana Munz (Verenigde Staten) 16.07,05
4. Amanda Pascoe (Australië) 16.16,80
5. Rebecca Cooke (Groot-Brittannië) 16.20,15
6. Kaitlin Sandeno (Verenigde Staten) 16.28,91
7. Sachiko Yamada (Japan) 16.34,43
8. Nayara Ribeiro (Brazilië) 16.40,37

#### 4x100 mwisselslagmannen
1. Australië 3.35,35
  1. Matt Welsh 55,19
  2. Harrison 1.00,80
  3. Huegill 51,39
  4. Ian Thorpe 47,97
2. Duitsland 3.36,34
  1. Driesen 55,22
  2. Jens Kruppa 1.01,06
  3. Thomas Rupprath 51,96
  4. Torsten Spanneberg 48,10
3. Rusland 3.37,77
  1. Aminov 55,63
  2. Dimitri Komornikov 1.00,90
  3. Vladislav Kulikov 52,01
  4. Dimitry Chernyshev 49,23
4. Canada 3.38,23
  1. Tobias Oriwol 56,46
  2. Morgan Knabe 1.00,51
  3. Mike Mintenko 51,63
  4. Richard Say 49,63
5. Hongarije 3.38,29
  1. Horváth 55,48
  2. Károly Güttler 1.01,29
  3. Zsolt Gaspar 53,05
  4. Zubor 48,47
6. Japan 3.38,92
  1. Atsushi Nichikori 54,33
  2. Kosuke Kitajima 1.00,18
  3. Takashi Yamamoto 52,19
  4. Daisuke Hosokawa 50,22

Verenigde Staten gediskwalificeerd
1. Randall Bal 55,87
2. Ed Moses 59,84
3. Ian Crocker 51,89
4. Anthony Ervin

Nederland gediskwalificeerd
1. Klaas-Erik Zwering 55,88
2. Benno Kuipers 1.02,86
3. Joris Keizer 52,43
4. Pieter van den Hoogenband

### Zondag 29 juli 2001

#### 50 mschoolslagmannen
1. Oleg Lisogor (Oekraïne) 27,52 (Europees record)
2. Roman Sloednov (Rusland) 27,60
3. Domenico Fioravanti (Italië) 27,72
4. Anthony Robinson (Verenigde Staten) 27,73
5. Mark Warnecke (Duitsland) 27,93
6. Ed Moses (Verenigde Staten) 28,02
7. Darren Mew (Groot-Brittannië) 28,05

James Gibson (Groot-Brittannië) gediskwalificeerd

#### 50 mvrije slagvrouwen
1. Inge de Bruijn (Nederland) 24,47
2. Therese Alshammar (Zweden) 24,88
3. Sandra Völker (Duitsland) 24,96
4. Alison Sheppard (Groot-Brittannië) 25,00
5. Tammie Stone (Verenigde Staten) 25,10
6. Haley Cope (Verenigde Staten) 25,25
7. Katrin Meißner (Duitsland) 25,40
8. Elena Poptchenko (Wit-Rusland) 25,73

#### 1500 mvrije slagmannen
1. Grant Hackett (Australië) 14.34,56 (Wereldrecord)
2. Graeme Smith (Groot-Brittannië) 14.58,94
3. Alexei Filipets (Rusland) 15.01,43
4. Igor Chervynskiy (Oekraïne) 15.06,13
5. Chris Thompson (Verenigde Staten) 15.07,67
6. Massimiliano Rosolino (Italië) 15.10,54
7. Craig Stevens (Australië) 15.15,02
8. Nicolas Rostoucher (Frankrijk) 15.18,89

#### 400 mvrije slagvrouwen
1. Jana Klotsjkova (Oekraïne) 4.07,30
2. Claudia Poll (Costa Rica) 4.09,15
3. Hannah Stockbauer (Duitsland) 4.09,36
4. Irina Oufimtseva (Rusland) 4.10,17
5. Chen Hua (China) 4.10,37
6. Camelia Potec (Roemenië) 4.11,67
7. Carla Geurts (Nederland) 4.13,04
8. Alicia Bozon (Frankrijk) 4.15,21

#### 400 mwisselslagmannen
1. Alessio Boggiatto (Italië) 4.13,15
2. Erik Vendt (Verenigde Staten) 4.15,36
3. Tom Wilkens (Verenigde Staten) 4.15,94
4. Susumu Tabuchi (Japan) 4.18,05
5. Justin Norris (Australië) 4.18,56
6. Brian Johns (Canada) 4.19,75
7. Curtis Myden (Canada) 4.19,80
8. Jiro Miki (Japan) 4.23,11

#### 4x100 mwisselslagvrouwen
1. Australië 4.01,50
  1. Dyana Calub 1.02,08
  2. Leisel Jones 1.07,68
  3. Petria Thomas 57,65
  4. Sarah Ryan 54,09
2. Verenigde Staten 4.01,81
  1. Coughlin 1.00,18
  2. Megan Quann 1.07,67
  3. Mary Descenza 59,59
  4. Erin Phenix 54,37
3. China 4.02,53
  1. Shu 1.01,97
  2. Luo Xuejuan 1.06,47
  3. Ruan Yi 59,74
  4. Xu Yanwei 54,35
4. Duitsland 4.03,06 (Europees record)
  1. Antje Buschschulte 1.01,07
  2. Simone Weiler 1.09,58
  3. Annika Mehlhorn 59,59
  4. Katrin Meißner 53,82
5. Japan 4.06,44
  1. Nakamura 1.01,97
  2. Isoda 1.10,14
  3. Onishi 59,14
  4. Minamoto 55,19
6. Groot-Brittannië 4.06,66
  1. Sarah Price 1.01,84
  2. Jaime King 1.09,86
  3. Nicola Jackson 59,85
  4. Brett 55,11
7. Rusland 4.07,58
  1. Komarova 1.02,06
  2. Bogomazova 1.10,05
  3. Soutiaguina 59,32
  4. Yaitsaya 56,15
8. Canada 4.08,10
  1. Jennifer Fratesi 1.02,62
  2. Rhiannon Leier 1.09,85
  3. Lacroix 1.00,26
  4. Nicholls 55,37

## Medailleklassement
| Plaats | Land                | Goud | Zilver | Brons | Totaal |
| 1      | Australië           | 13   | 3      | 3     | 19     |
| 2      | Verenigde Staten    | 9    | 9      | 8     | 26     |
| 3      | Duitsland           | 3    | 6      | 6     | 15     |
| 4      | Nederland           | 3    | 4      | 0     | 7      |
| 5      | Oekraïne            | 3    | 1      | 0     | 4      |
| 6      | China               | 2    | 2      | 3     | 7      |
| 7      | Italië              | 2    | 2      | 2     | 6      |
| 8      | Zweden              | 1    | 3      | 2     | 6      |
| 9      | Verenigd Koninkrijk | 1    | 2      | 4     | 7      |
| 10     | Rusland             | 1    | 2      | 3     | 6      |
| 11     | Roemenië            | 1    | 1      | 2     | 4      |
| 12     | Hongarije           | 1    | 0      | 1     | 2      |
| 13     | Oostenrijk          | 0    | 2      | 0     | 2      |
| 14     | IJsland             | 0    | 1      | 1     | 2      |
| 15     | Costa Rica          | 0    | 1      | 0     | 1      |
| 15     | Polen               | 0    | 1      | 0     | 1      |
| 15     | Zwitserland         | 0    | 1      | 0     | 1      |
| 18     | Oostenrijk          | 0    | 0      | 4     | 4      |
| 19     | Zuid-Afrika         | 0    | 0      | 1     | 1      |
| Totaal | Totaal              | 40   | 41     | 40    | 121    |

Langebaan (50 meter):

mannen · vrouwen

Belgrado 1973 · 
Cali 1975 · 
West-Berlijn 1978 · 
Guayaquil 1982 · 
Madrid 1986 · 
Perth 1991 · 
Rome 1994 · 
Perth 1998 · 
Fukuoka 2001 · 
Barcelona 2003 · 
Montréal 2005 · 
Melbourne 2007 · 
Rome 2009 · 
Shanghai 2011 · 
Barcelona 2013 · 
Kazan 2015 · 
Boedapest 2017 ·
Gwangju 2019 · 
Boedapest 2022 · 
Fukuoka 2023 · 
Doha 2024 · 
Singapore 2025

Kortebaan (25 meter): 

Palma de Mallorca 1993 · 
Rio de Janeiro 1995 · 
Gotenburg 1997 · 
Hongkong 1999 · 
Athene 2000 · 
Moskou 2002 · 
Indianapolis 2004 · 
Shanghai 2006 · 
Manchester 2008 · 
Dubai 2010 · 
Istanboel 2012 · 
Doha 2014 · 
Windsor 2016 · 
Hangzhou 2018 · 
Abu Dhabi 2021 · 
Melbourne 2022 · 
Boedapest 2024